# Летище „Вацлав Хавел – Прага“
Летище „Вацлав Хавел – Прага“ (на чешки: Letiště Václava Havla, кодове на летището PRG|LKPR), обслужва град Прага, Чехия. Разположено на 10 километра западно от центъра на Прага, летището е (хъб) център на Чешки авиолинии (Czech Airlines). Отворено на 5 април 1937. Летище „Вацлав Хавел“ Прага е най-голямото в Чехия и с неговите 12,7 милиона пътници през 2008 г., най-натовареното летище в новите страни членки на ЕС. Получава наградата най-добро летище в централна и източна Европа от Skytrax през 2005 г. и 2007 г.
Там са кацали самолетите:
Антонов Ан-225 МРИЯ със совалката Буран на гърба си, Антонов Ан-225 Мрия без совалката Буран на гърба си, Антонов Ан-124 Руслан и други самолети.

## История
Летището в Прага започва експлоатация на 5 април 1937 г., но историята на чехословашката авиация започва с военното летище на Прага – Kbely през 1919 г. Поради недостатъчния капацитет на летище Kbely в средата на 30-те години на 20 век, правителството решава да изгради новото гражданско летище в Рижине.
Летището има отлично разположение относно близостта до центъра на Прага както и в Европа. Също така полето на Рижине предоставя възможности за понататъшни разширения на летището съобразно увеличаващите се нужди от капацитет. Летището има ролята на център на транс-европейската авиомрежа.

## Летището днес
Повечето полети излитат от северните терминали (Терминал 1 и 2). Източните терминали (Терминал 3 и 4) обслужват случайни полети, VIP полети, специални полети и малки самолети.
През 2004 г., летището обслужи 9,7 милиона пътника, през 2005 почти 10,8 милиона  и през 2006 11.6 милиона. През 2007 г. броя пътници се повишава до 12 440 000, и собствениците на летището предвиждат за 2008 г. увеличение до над 13 милиона пътници. Preliminary data for 2008 showed 12 700 000 passengers.
Летището има две писти в употреба: 06/24 и 13/31. Старата писта 04/22 не се използва вече. (Пояснение Юли 2009 – На 19 юли 2009 AIP пистата е показана като все още използвана. Но Google Earth показва няколко самолета, които изглеждат като паркирани на пистата на двата края, на края на които има големи бели X)
Най-използваната писта е 24 поради преобладаващите западни ветрове. Писта 31 се използва също често. Писта 06 се използва рядко, докато писта 13 се използва изключително рядко.

## Обществен транспорт
Общественият транспорт до и от летище Прага е организиран с автобуси номер 119 до метро-станция Dejvická и след това със зелената линия на метрото (Line A), или с трамвай, или автобус номер 100 до метро-станция Zličín (жълта линия Line B). Пътуването обикновено отнема около 40 минути. След полунощ, когато метрото не работи, нощен автобус 510 работи от летището до 4 трансферни точки в рамките на центъра за връзка с трамваите. Също автобус номер 179 може да се ползва за по-дълго, но и по-интересно пътуване до метро-станция Nové Butovice (жълта линия Line B).
Цената на билет за комбинирано пътуване с автобус и метро до 75 минути към август 2009 г. е 26 крони (малко над 1 евро).
От 14 декември 2008 г., автобусна линия AE (Airport Express) осигурява непрекъсната връзка между терминали 1 и 2 и ЖП гарата на Прага (Prague Main railway station) всеки ден от 05:00 до 22:00ч., тръгвайки на всеки половин час.

## Бъдещо развитие
Докато капацитета на летището през последните години е достигнат (счита се от 2005 г.), планира се по-нататъшното развитие на летището. Освен текущите ремонти на пистите е започнала подготовка за нова писта успоредна на 06/24. Оценката за необходимите разходи е за 5 – 7 милиарда чешки крони. Идентификаторът и е 06R/24L и трябва да влезе в употреба през 2010 г. Въпреки това, заради множество юридически проблеми и протести на хора живеещи близо до летището, изграждането на пистата не е започнало. Въпреки тези проблеми, проектът има подкрепата на правителството и се очаква да бъде завършен през 2014 г.
Анимация за новата писта и повече информация Архив на оригинала от 2010-07-22 в Wayback Machine..
Изграждането на ЖП връзка между летището и центъра на Прага е също на дневен ред. Според последните планове нейното изграждане трябва да започне през 2011 г. и да завърши през 2014 г. Линията ще се обслужва от експресни влакове на специални цени, които ще свързват нон-стоп летището и центъра на Прага.

## Терминали
- Новата контролна кула
- Зала заминаващи Терминал 1 отворен през 1997 г.
- Терминал 1 вдясно, свързваща сграда в средата и Терминал 2 отляво
- Зала заминаващи Терминал 2 отворена през 2006 г.
- Check-in зала на терминал 2

Летище „Вацлав Хавел“ Прага има два пътнически терминала, два за обща авиация, както и карго съоръжения:
- Терминал 1: се използва за полети извън Шенгенската зона
- Терминал 2: се използва за полети в Шенгенската зона; отворено на 17 януари 2006 г.
- Терминал 3: се използва за частни и чартърни полети; отворено през 1997
- Терминал 4: се използва само за VIP полети и държавни визити; то е най-старата част от летището и е отворено на 5 април 1937 г.

## Авиолинии и дестинации

### Терминал 1
| Авиокомпания     | Град – Летище |
| ---------------- | --- |
| Aer Lingus       | Дъблин |
| Aeroflot         | Москва „Шереметиево“ |
| Air Serbia       | Белград |
| British Airways  | Лондон „Хийтроу“ |
| Bulgaria Air     | София |
| Czech Airlines   | Бирмингам, Букурещ „Отопени“, Екатеринбург, Загреб, Казан, Киев, Москва „Шереметиево“, Одеса, Ростов на Дон, Самара, Санкт Петербург, Сеул „Инчон“, Скопие, Тел Авив, Уфа |
| easyJet          | Бристъл, Единбург, Лондон „Гетуик“, Лондон „Станстед“, Манчестър |
| Emirates         | Дубай |
| FlyDubai         | Дубай |
| Hainan Airlines  | Пекин |
| Jet2.com         | Глазгоу, Лийдс, Манчестър, Нотингам, Нюкасъл |
| Korean Air       | Сеул „Инчон“ |
| Ryanair          | Дъблин, Ливърпул, Лондон „Станстед“ |
| SmartWings       | Лондон „Гетуик“, Москва „Шереметиево“, Тел Авив, Уджда |
| ТАРОМ            | Букурещ „Отопени“ |
| Turkish Airlines | Истанбул „Ататюрк“ |

### Терминал 2
| Авиокомпания                  | Град – Летище |
| ----------------------------- | --- |
| Aegean Airlines               | Атина |
| Air Berlin                    | Берлин „Тегел“ |
| Air France                    | Лион, Париж „Шарл дьо Гол“ |
| Austrian Airlines             | Виена |
| Alitalita                     | Рим „Фиумичино“ |
| Brussels Airlines             | Брюксел |
| Czech Airlines                | Амстердам, Барселона, Билун, Болоня, Братислава, Брюксел, Будапеща, Варшава, Венеция, Гьотеборг, Дюселдорф, Копенхаген, Кошице, Мадрид, Милано „Малпенса“, Ница, Осло, Острава, Париж „Шарл дьо Гол“, Рим „Фиумичино“, Стокхолм, Страсбург, Франкфурт, Фридрихсхафен, Хамбург |
| easyJet                       | Амстердам, Венеция, Милано „Малпенса“, Наполи, Париж „Шарл дьо Гол“ |
| Eurowings                     | Дюселдорф, Кьолн, Хамбург |
| Iberia                        | Мадрид |
| LOT                           | Варшава |
| Lufthansa                     | Франкфурт |
| Luxair                        | Люксембург |
| Norwegian Air Shuttle         | Берген, Копенхаген, Осло, Ставангер, Стокхолм-Арланда, Хелзинки |
| Ryanair                       | Брюксел „Шарлероа“, Милано „Бергамо“, Рим „Чампино“, Трапани |
| Scandinavian Airlines         | Копенхаген, Осло, Стокхолм „Арланда“ |
| Swiss International Air Lines | Женева, Цюрих |
| Vueling                       | Барселона, Париж „Шарл дьо Гол“, Рим „Фиумичино“ |
| Wizz air                      | Бари, Милано „Бергамо“, Неапол, Рим „Чампино“, Тревизо |